# Coracina bicolor
Coracina bicolor là một loài chim trong họ Campephagidae.
Loài này là đặc hữu Indonesia. Phân bố chủ yếu ở phía bắc đảo Sulawesi và các đảo cận kề như Bangka, Manterawu, quần đảo Togian, Peleng, Kabaena, Muna, Buton, Selayar và quần đảo Sangihe.
Môi trường sinh sống tự nhiên của nó là các khu rừng ẩm vùng đất thấp hay rừng ngập mặn nhiệt đới và cận nhiệt đới. Nó bị đe dọa do mất môi trường sống. Tên tiếng Anh của nó là Pied Cuckooshrike (phường chèo khoang). Từ bicolor trong tên khoa học của nó nghĩa là hai màu.